# Tagebau Wülpker Egge

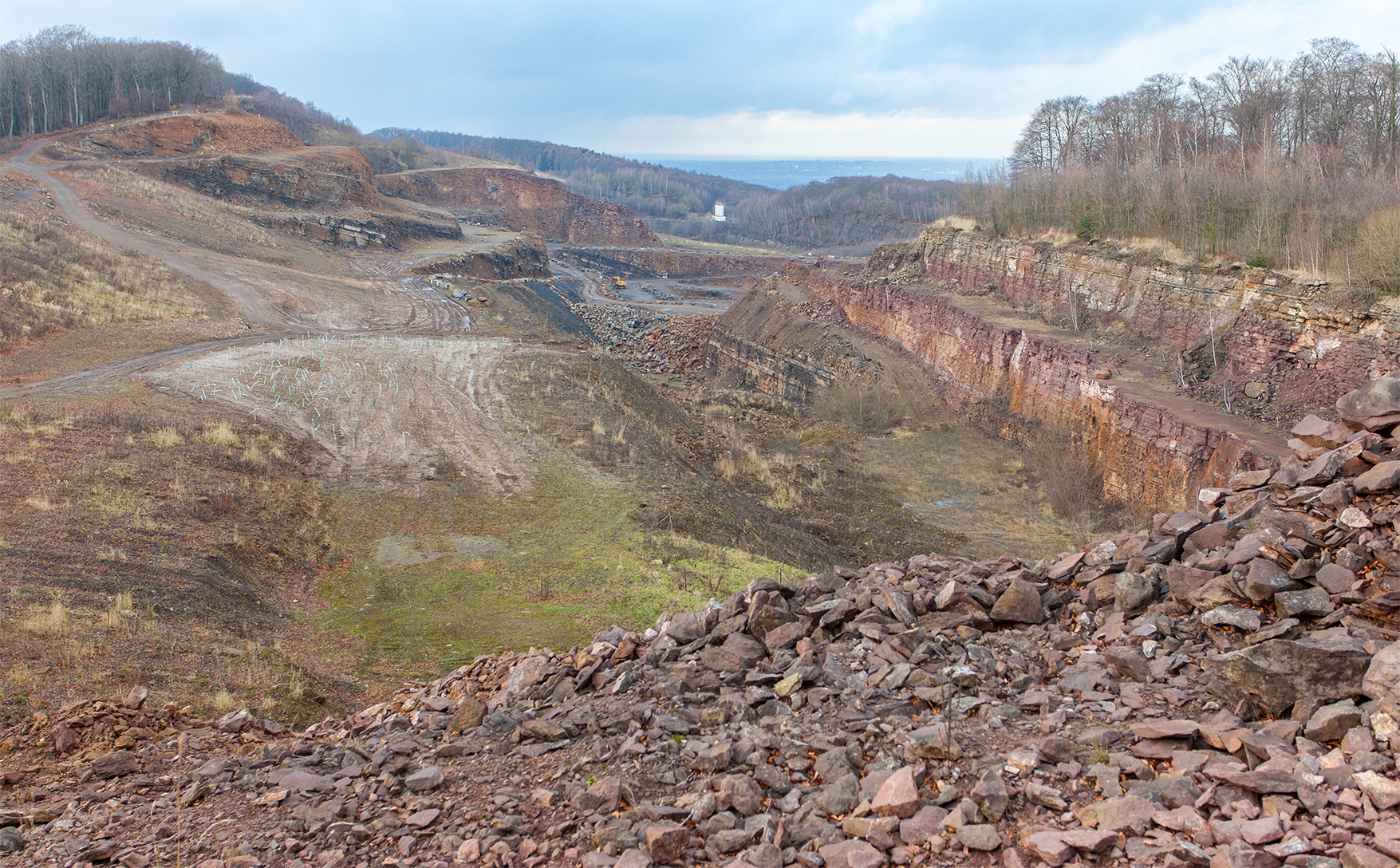
Tagebau Wülker Egge

Der Tagebau Wülpker Egge ist ein Tagebau-Betrieb der Barbara Erzbergbau in der ostwestfälischen Stadt Porta Westfalica an der Wülpker Egge im Wesergebirge. Seit 1953 werden aus dem Kamm des Wesergebirges durch Bohren und Sprengen Eisenerze und der über und unter dem Erz liegende Kalkstein im Tagebau gewonnen. In einer Brech- und Siebanlage werden verschiedene Produkte erzeugt. Gleichzeitig dienet die Wülper Egge als Versatzbergbau.

## Deponie
Der Tagebau Wülpker Egge ist auch als Deponie genehmigt, hier werden Abfälle durch den AML Abfallentsorgungsbetrieb des Kreises Minden-Lübbecke eingelagert.

## Kritik
Die Tagebau Wülpker Egge führt immer wieder zu Diskussionen. So rutschte im Frühjahr 2002 der Kamm des Wesergebirges auf 120 Metern ab. Dadurch wurde die als schützenswert deklarierte Kamm des Wesergebirges massiv beeinträchtigt.